# Дрого (герцог Бретани)
Дрого (Дрё; брет. Drogon; 950—958) — граф Нанта и Ванна, герцог Бретани (952—958).

## Биография
Двухлетний Дрого (или Дрё), единственный законный сын графа Нанта и герцога Бретани Алена II Кривой Бороды и дочери графа Тура Тибо Старого Аделаиды Блуаской, наследовал в 952 году владения своего преждевременно скончавшегося отца. Опекуном стал его дядя Тибо I де Блуа, который в 956 году выдал мать Дрого замуж за графа Анжу Фулька II Доброго. В результате этого брака Бретань оказалась фактически разделена: Фульк II Анжуйский стал управлять графством Нант от имени своего пасынка, малолетнего Дрого, а Тибо I де Блуа сохранил влияние на севере Бретани. Но так как бретонские земли были удалены от домена Тибо, то в управлении этими владениями он опирался на двух влиятельных вельмож Бретани — ставшего его вассалом графа Ренна Юдикаэля Беранже и архиепископа Доля Жютоэна.
Дрого скончался в 958 году в Анже при странных обстоятельствах: в «Нантской хронике» утверждалось, что Дрого был убит в ванной. Его смерть вызвала кривотолки в Бретани. Согласно «Нантской хроники», некоторые увидели в убийстве руку Фулька II Анжуйского, после смерти Дрого принявшего титул графа Нанта. Обвиняя Фулька в убийстве Дрого, жители этого города подняли восстание. Однако Фульк II скончался уже в том же году и новым герцогом Бретани и графом Нанта был избран Хоэль I, внебрачный сын Алена II Кривая Борода.